# Gleueler Bach
Der Gleueler Bach ist ein kleiner Bach, der bei Gleuel entspringt und in west-östliche Richtung auf Köln zufließt. Heute mündet er in den Kölner Randkanal.
Ähnlich wie auch die Bäche Duffesbach, Bachemer Bach, Frechener Bach und Pulheimer Bach spielte er im Mittelalter eine wichtige Rolle für die Wasserversorgung und den Antrieb von Wassermühlen im linksrheinischen Rhein-Erftgebiet.
Er floss bis Kriel, wo er im Rheinkies versickerte.